# Rahul Dravid
Rahul Dravid (nacido el 11 de enero de 1973) es un exjugador de críquet indio y capitán del equipo nacional indio, actualmente se desempeña como entrenador en jefe. En 2000, Dravid fue nombrado uno de los cinco mejores jugadores de críquet del año por Wisden Cricketers' Almanack y recibió los premios Jugador del año y Jugador del año de Test Cricket en la ceremonia inaugural de entrega de premios de la ICC en 2004. En 2004, recibió Padma Shri, el cuarto premio civil más importante de la India. En diciembre de 2011, se convirtió en el primer jugador de críquet no australiano en pronunciar la Bradman Oration en Canberra.

## Trayectoria deportiva
El 3 de abril de 1996, Dravid hizo su debut en One Day International con India contra Sri Lanka. El 20 de junio de 1996, hizo su debut en Test Cricket contra Inglaterra. El 31 de agosto de 2011 debutó en Twenty20 contra Inglaterra. En 1998, Dravid recibió el premio Arjuna por sus logros en el cricket. En 2013, recibió Padma Bhushan, el tercer premio civil más importante de la India.